# Electronic Publication
Electronic Publication (ePub, произн. «ипаб») — открытый формат электронных версий книг с расширением .epub, разработанный Международным форумом по цифровым публикациям (англ. International Digital Publishing Forum) в 2007 году. Формат позволяет издателям производить и распространять цифровую публикацию в одном файле, обеспечивая совместимость между программным и аппаратным обеспечением, необходимым для воспроизведения цифровых книг и других публикаций с плавающей вёрсткой. Официальный формат в Apple Books.

## История
Первоначальный вариант — Open eBook Publication Structure или «OEB» был задуман в 1999 году, релиз ePub — 2007.
В конце 2023 года Amazon планирует ограничить использование собственного формата электронных книг .mobi для пересылки книг в библиотеку с помощью функции «Отправить на Kindle» в пользу формата .epub.

## Общие сведения
Книга в формате epub представляет собой ZIP-архив, в котором содержится следующее:
- папка META-INF.
  - файл container.xml:

```
<container xmlns="
urn:oasis:names:tc:opendocument:xmlns:container
" version="1.0"><rootfiles><rootfile full-path="OEBPS/content.opf" media-type="application/oebps-package+xml"/></rootfiles></container>.
```

- папка OEBPS.
  - папка Text — текст публикации в виде XHTML- или HTML-страниц или файлов PDF.
  - папка Styles — CSS — стили к тексту.
  - папки Images, Video, Audio — медиаконтент публикации: изображения, видео, аудио.
  - папка Fonts — предпочтительные шрифты для публикации.
  - файл content.opf — содержание книги, метаданные.
  - файл toc.ncx — оглавление книги.
- несжатый файл mimetype — Mime-тип файла: application/epub+zip

## Критика
Серьёзная фрагментация платформыСтандарт ePub ссылается на HTML 5, очень сложный формат. Существуют как минимум две платформы, поддерживающие HTML 5 и не полностью совместимые друг с другом (iBooks и Android), и немалое количество старых устройств, поддерживающих небольшое подмножество HTML и со своими ограничениями и ошибками. Наиболее известное из ограничений — книгу приходится дробить на мелкие HTML-файлы, так как многие из устройств с крупными файлами работать не способны.
Запоздалое появление тегов логического форматирования, важных для книгНапример, сноски появились в ePub 3 (предварительные версии - 2010, окончательная - 2011).
Трудности автоматической конвертации в другие форматыКонвертеры практически неспособны сохранить заданное фиксированной версткой расположение объектов и наличие мультимедийных компонентов.

## Поддержка
- Atlantis Word Processor (вер. 2.0)
- Sigil
- Calibre
- Sumatra PDF